# Iglica (chi ốc nước ngọt)
Iglica là một chi ốc nước ngọt từ rất nhỏ đến nhỏ có nắp, là động vật thân mềm chân bụng sống dưới nước thuộc họ Hydrobiidae.

## Các loài
Các loài thuộc chi Iglica bao gồm:
- Iglica acicularis
- Iglica concii
- Iglica forumjuliana
- Iglica gratulabunda
- Iglica kleinzellensis